# 1995 QR
1995 QR är en asteroid i huvudbältet som upptäcktes den 16 augusti 1995 av de båda japanska astronomerna Takeshi Urata och Yoshisada Shimizu vid Nachi-Katsuura-observatoriet.
Den tillhör asteroidgruppen Nysa.